# Verticillium sacchari
Verticillium sacchari är en svampart som först beskrevs av G.L. Fawcett, och fick sitt nu gällande namn av Westerd. Verticillium sacchari ingår i släktet Verticillium och familjen Plectosphaerellaceae.   Inga underarter finns listade i Catalogue of Life.